# Trémel
Trémel [tʁemɛl] (Tremael en breton) est une commune française située dans le département des Côtes-d'Armor, en région Bretagne.

## Géographie

### Localisation
La commune de Trémel est située dans le nord-ouest du département des Côtes-d'Armor, à peu près à mi-distance entre Morlaix et Lannion. Elle est limitrophe avec le Finistère.
Trémel est un village-rue, c'est-à-dire qu'il s'est construit le long d'une route.

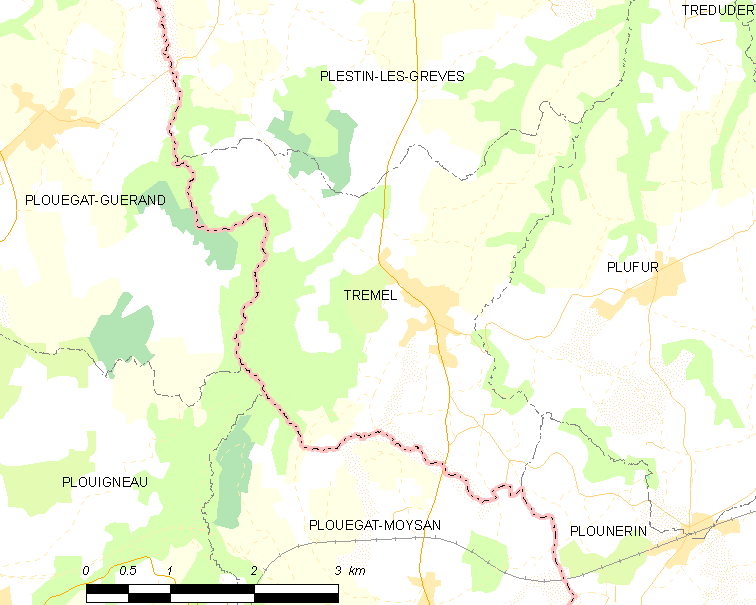
Carte de la commune de Trémel.

### Communes limitrophes
|                  | Plestin-les-Grèves |           |
| Plouégat-Guérand | Trémel             | Plufur    |
| Plouigneau       | Plouégat-Moysan    | Plounérin |

### Géologie, relief et hydrographie
La commune est classée en zone de sismicité 2, correspondant à une sismicité faible.
Le finage de Trémel à une altitude maximale de 140 mètres à Kersenant où se trouve le château d'eau ; le bourg est à 128 mètres d'altitude ; le point le plus bas du territoire communal est situé à son extrême nord-ouest à 34 mètres d'altitude.
Plusieurs cours d'eau traversent le territoire de la commune ou en constituent les frontières :
- le Douron, un fleuve côtier, marque la frontière occidentale de Trémel avec les communes de Plouigneau et Plouégat-Guérand et en même temps avec le Finistère ;
- le Dour Uzel est un affluent de rive droite du Douron. Il marque la frontière méridionale de Trémel avec la commune de Plouégat-Moysan et en même temps avec le Finistère lui aussi ;
- le Yar marque la frontière orientale de Trémel avec la commune de Plufur.

Diverses petites rivières traversent le territoire de Trémel pour confluer avec l'un ou l'autre de ces trois cours d'eau.
C'est une commune boisée avec principalement les bois de Trébriant et de Kernous situés sur la rive droite du Douron, mais aussi les versants des vallées encaissées du Douron, du Dour Uzel et du Yar.

### Habitat
L'habitat dispersé est important : 65 écarts, formés de hameaux ou de fermes isolées.

### Voies de communication et transports
Routes
La route départementale D 42 traverse le territoire de la commune depuis le nord, en provenance de Plestin-les-Grèves, vers le sud-est, en direction de Plouégat-Moysan. De la partie sud-est de cette même route naît la route départementale D 32 qui se dirige vers l'est en direction de Plounérin. Enfin, du village même de Trémel naît la route départementale D 56, qui se dirige vers l'est en direction de Plufur.
Train
La gare la plus proche est celle de Plounérin, au sud-est de la commune. Celle-ci est située sur la ligne de Paris-Montparnasse à Brest (tronçon entre Saint-Brieuc et Morlaix).

### Hydrographie
Pour un article plus général, voir Réseau hydrographique des Côtes-d'Armor.
La commune est située dans le bassin Loire-Bretagne. Elle est drainée par le Douron, le Yar et le Dour Uzel,,.
Le Douron, d'une longueur de 28 km, prend sa source dans la commune de Scrignac et se jette  dans la baie de Lannion entre les communes de Plestin-les-Grèves et de Locquirec, après avoir traversé neuf communes. 

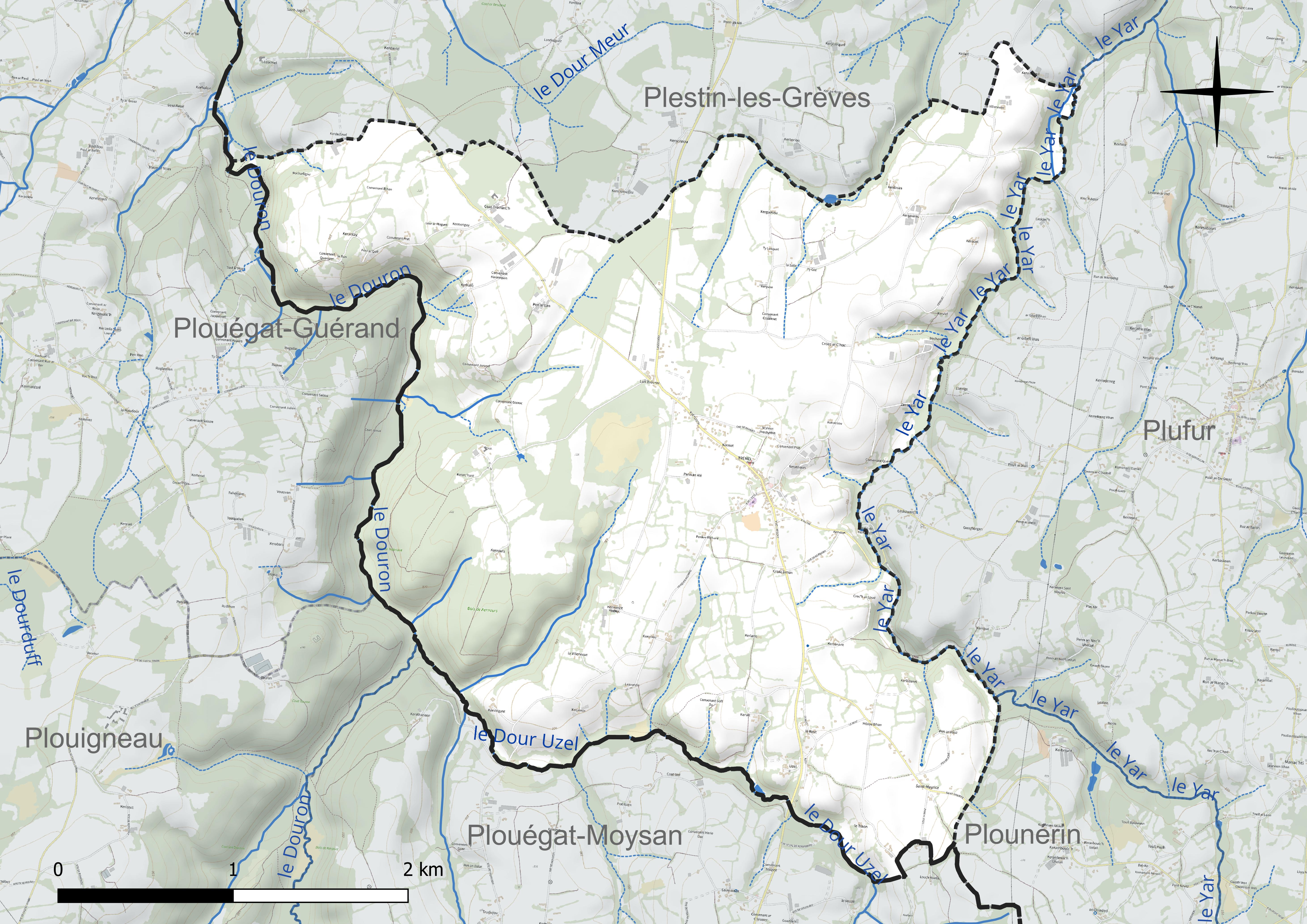
Réseau hydrographique de Trémel.

Le Yar, d'une longueur de 20 km, prend sa source dans la commune de Guerlesquin et se jette  dans la baie de Lannion à Plestin-les-Grèves, après avoir traversé six communes. 

### Climat
Pour des articles plus généraux, voir Climat de la Bretagne et Climat des Côtes-d'Armor.
En 2010, le climat de la commune est de type climat océanique franc, selon une étude du CNRS s'appuyant sur une série de données couvrant la période 1971-2000. En 2020, Météo-France publie une typologie des climats de la France métropolitaine dans laquelle la commune est exposée à un climat océanique et est dans la région climatique  Finistère nord, caractérisée par une pluviométrie élevée, des températures douces en hiver (6 °C), fraîches en été et des vents forts. Parallèlement l'observatoire de l'environnement en Bretagne publie en 2020 un zonage climatique de la région Bretagne, s'appuyant sur des données de Météo-France de 2009. La commune est, selon ce zonage, dans la zone « Intérieur  », exposée à un climat médian, à dominante océanique.  
Pour la période 1971-2000, la température annuelle moyenne est de 11 °C, avec  une amplitude thermique annuelle de 10,2 °C. Le cumul annuel moyen de précipitations est de 1 029 mm, avec 15,3 jours de précipitations en janvier et 8,2 jours en juillet. Pour la période 1991-2020, la température moyenne annuelle observée sur la station météorologique la plus proche, située sur la commune de Lannion à 19 km à vol d'oiseau, est de 11,6 °C et le cumul annuel moyen de précipitations est de 929,5 mm,. Pour l'avenir, les paramètres climatiques de la commune estimés pour 2050 selon différents scénarios d’émission de gaz à effet de serre sont consultables sur un site dédié publié par Météo-France en novembre 2022.

## Urbanisme

### Typologie
Au 1er janvier 2024, Trémel est catégorisée commune rurale à habitat dispersé, selon la nouvelle grille communale de densité à 7 niveaux définie par l'Insee en 2022.
Elle est située hors unité urbaine et hors attraction des villes,.

### Occupation des sols
L'occupation des sols de la commune, telle qu'elle ressort de la base de données européenne d’occupation biophysique des sols Corine Land Cover (CLC), est marquée par l'importance des territoires agricoles (67,8 % en 2018), en augmentation par rapport à 1990 (66 %). La répartition détaillée en 2018 est la suivante : 
zones agricoles hétérogènes (47,3 %), forêts (25,8 %), terres arables (20,4 %), zones urbanisées (3,8 %), milieux à végétation arbustive et/ou herbacée (2,7 %). L'évolution de l’occupation des sols de la commune et de ses infrastructures peut être observée sur les différentes représentations cartographiques du territoire : la carte de Cassini (XVIIIe siècle), la carte d'état-major (1820-1866) et les cartes ou photos aériennes de l'IGN pour la période actuelle (1950 à aujourd'hui).

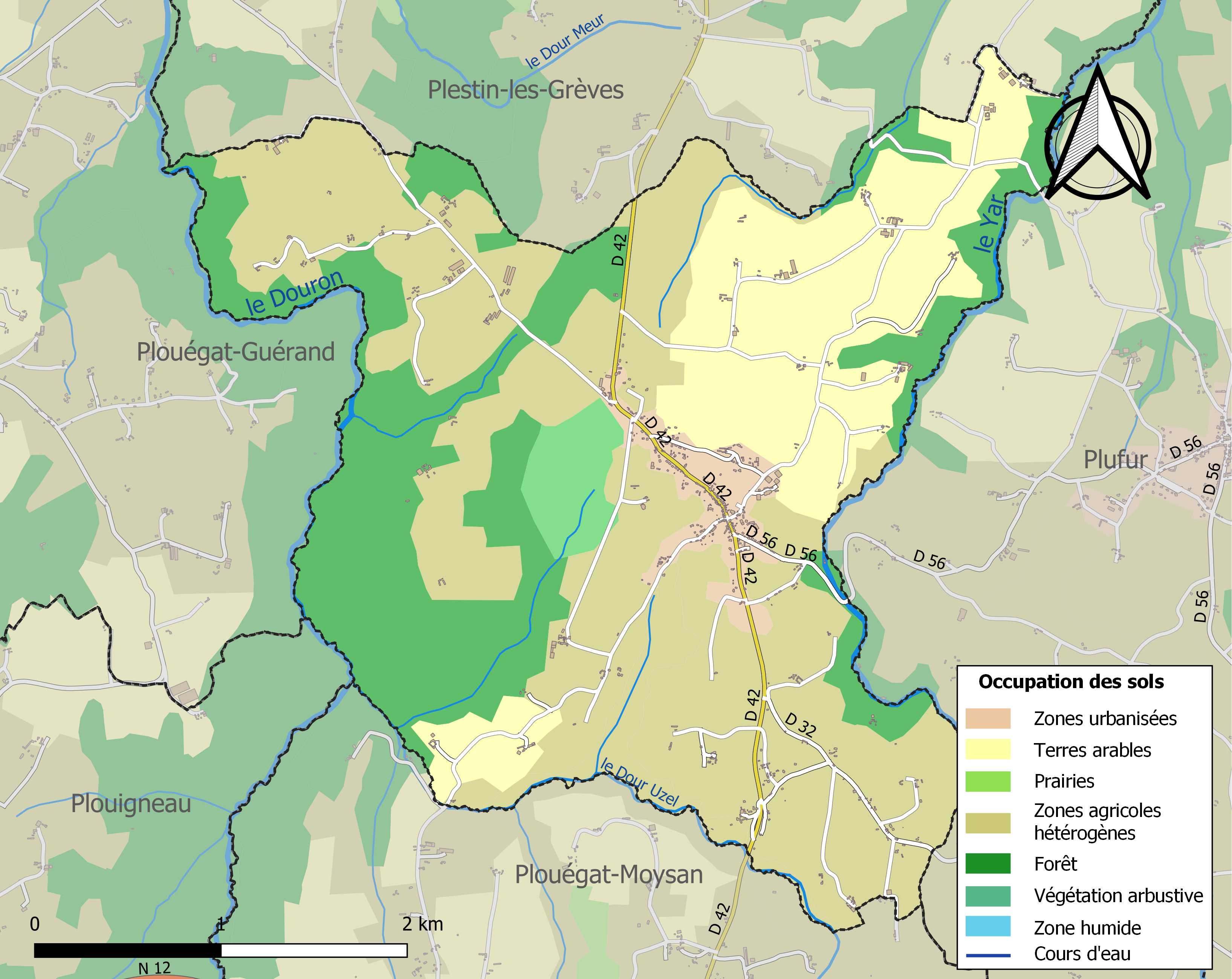
Carte des infrastructures et de l'occupation des sols de la commune en 2018 (CLC).

## Toponymie
« Tremel est composé du vieux-breton treb (« village »), le second élément du nom correspond au vieux breton « mael » (« prince, chef ») signifie littéralement le « village du chef », le nom de Trémel rappelle une fondation du haut Moyen Âge. Attesté comme anthroponyme laïc dans les actes de l'abbaye de Redon au IXe siècle ».
Tremael en breton.

## Histoire

### Préhistoire et Antiquité
Trémel possède plusieurs monuments mégalithiques : le menhir de Kerginiou (en granite, il mesure plus de 5 mètres de hauteur)

### Moyen Âge
La famille de Trémel est signalée en 1427 et en 1453 comme seigneur dudit lieu et de Launay, paroisse de Plestin, trève de Trémel.
Des traces de l'existence de sept manoirs ont été trouvées : Kervidonné (au nord de la commune), Coat Tromarc'h, Kerdudavel, Trébriant, Kervingant, Kersénant et Kermerzit.

### Temps modernes

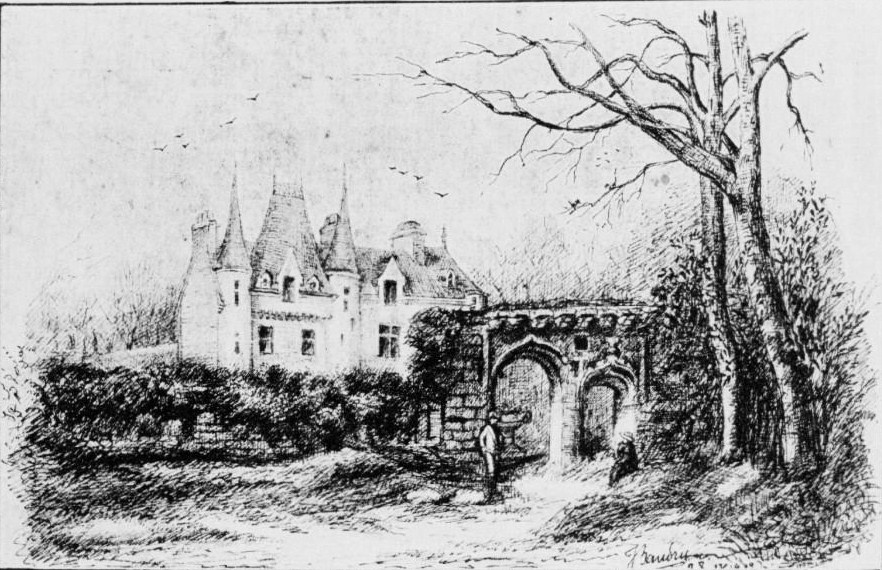
Le château de Trébriant en Trémel (demeure de Guy Éder de La Fontenelle, dessin de J. Baudry).

Pendant les Guerres de la Ligue la paroisse pro-catholique de Plestin est pillée, y compris la trève de Trémel, entre le 3 et le 7 juillet 1590 par les troupes royales fidèles à Henri IV. De nombreux édifices durent être reconstruits pendant le siècle suivant, par exemple le presbytère (1625), le manoir de Kerdudavel et celui de Coat Tromarc'h (tous les deux en 1643), la ferme de Convenant Prat, etc..
Le soldat-brigand Guy Éder de La Fontenelle a habité un temps le manoir de Trébriant. Dans le bourg de Trémel, un puits porte le nom de Marie Le Chevoir, jeune fille enlevée par La Fontenelle et avec qui il se maria par la suite.
Trémel était une trève de la paroisse de Plestin. Son territoire était partagé en trois frairies : Trébriant, Trémel et Trédillac.
Les domaines congéables, dits aussi "convenants", étaient nombreux comme l'illustre encore de nos jours la toponymie de plusieurs écarts comme Convenant Quemper, Convenant Goff Du, Convenant Prat, Convenant Jorand, Convenant Gorrec, etc..

### Révolution française
Le 6 février 1791, Charles Parenthoën, vicaire de Trémel, prêta le serment de fidélité à la Constitution civile du clergé en l'église de Plestin. Néanmoins contraint d'émigrer le 19 mai 1791 pour une raison inconnue, il fut remplacé par François Kergoat qui prêta à son tour le serment de fidélité le 23 octobre 1791 et resta à Trémel jusqu'à sa mort en 1803. Trémel resta une trève de Plestin jusqu'en 1827, date à laquelle l'évêque de Saint-Brieuc donna au prêtre exerçant à Trémel les pouvoirs d'un recteur indépendant de Plestin.
Trémel est érigée en commune indépendante le 30 juillet 1792 mais est à nouveau rattachée à la commune de Plestin le 22 septembre 1800.

### LeXIXesiècle
La commune de Trémel est créée en 1838 par séparation de la commune de Plestin dont Trémel dépendait jusque-là.
Le pasteur gallois John Jenkins, installé en 1834 à Morlaix, fonda une mission protestante à Trémel dans la décennie 1840 qui fut dirigée par Guillaume Ricou, puis par le petit-fils de celui-ci, Guillaume Le Coat, qui créa au début de la décennie 1870 à Trémel la "Mission évangélique bretonne". Une première chapelle protestante est construite dès 1861 dans le hameau d'Uzel (en Trémel), mais son ouverture fut refusée par le préfet des Côtes-du-Nord. L'important centre baptiste d’Uzel regroupa, autour du dynamique pasteur Guillaume Le Coat, une douzaine de collaborateurs : colporteurs, évangélistes, instituteurs, .. ; ce fut le principal centre de diffusion de la Bible en langue bretonne. L'école évangélique de Trémel est inaugurée en 1888.
Joachim Gaultier du Mottay décrit ainsi Trémel en 1862 : « Territoire accidenté à l'est et à l'ouest, plat et uni dans les autres parties ; il est boisé et renferme des vergers. Terres de bonne qualité, bien cultivées, surtout dans l'est. Quelques-unes des landes qui forment le septième de la contenance sont susceptibles d'être défrichés. (...) Géologie : schiste talqueux modifié au nord et roches amphiboliques ; granite au sud ». L'auteur précise également que l'école de garçons a alors 44 élèves et que « son église, dédiée à la sainte Vierge, entièrement en granite, est du XVIe siècle, mais que son porche est du siècle suivant ».
En 1874 une pétition signée par des habitants de Trémel, Plestin et Plufur demande à l'Assemblée nationale de mette fin au régime provisoire des débuts de la Troisième République et de rétablir la monarchie légitime.
En 1891 le maire de Trémel, François Le Bivic, refusa pendant plusieurs mois de procéder au mariage d'un ancien prêtre, qui avait abandonné son état ecclésiastique, bien qu'il soit tenu par la loi de le faire, car cela heurtait ses propres convictions religieuses. De guerre lasse, l'administration désigna le juge de paix du canton de Plestin afin de procéder au mariage.Il refusa aussi de procéder au mariage civil d'un pasteur protestant, là aussi effectué par le juge de paix du canton.
En 1897 le journal catholique La Croix critique la "Mission évangélique bretonne", l'accusant notamment d'être financée par « l'argent anglais ». Le même journal publie les anées suivantes plusieurs autres articles hostiles à cette Mission protestante,. D'autres journaux se livrent à une campagne de presse hostile à cette Mission évangélique, par exemple Le Pays, qui titre même l'un de ses articles : "L'invasion Anglo-protestante en Bretagne".
En 1902 l'abbé François Cadic écrit avec quelque exagération que  « Trémel servit [aux Anglais] de base d'opération pour la conquête totale de la Bretagne » et que « Trémel devint une petite Albion ».

### LeXXesiècle

#### La Belle Époque
Le 10 septembre 1904, l'école privée de Trémel, qui appartenait au comte de Rosmorduc et était tenue par les Frères de Ploërmel, fit l'objet d'un inventaire par un représentant de l'admistration après avoir été crochetée de force. Pendant l'opération, la foule manifestait, criant : « Vive la liberté ! À bas les crocheteurs ! ».
La « Mission évangélique bretonne » de Trémel, située dans le hameau d'Uzel, poursuit son activité. Guillaume Le Coat écrit en 1911 qu'« il n'y a pas un coin, un village, une ville des trois départements bretons [comprendre bretonnant] qui n'ait été parcouru par les colporteurs de Trémel (...) les foires, les marchés ont été visités (...) ainsi que les centres de pèlerinage et les pardons ». Il était secondé par Guillaume Somerville, un neveu de son épouse.

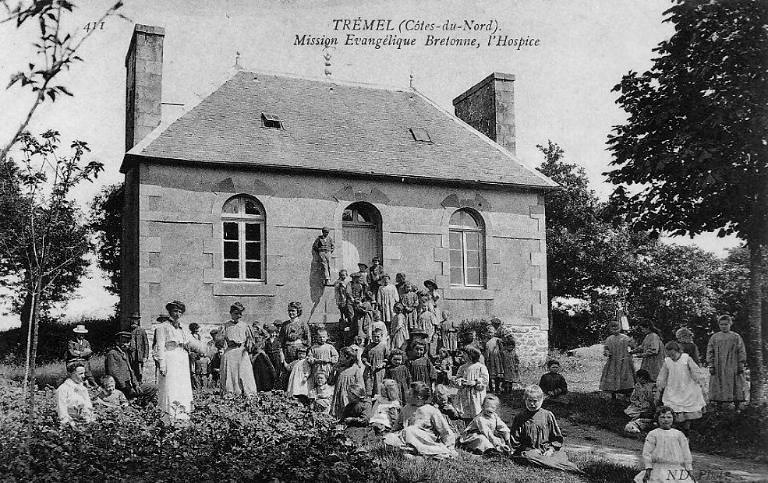
L'hospice (orphelinat) de la « Mission évangélique bretonne » à Uzel au début du XXe siècle (carte postale ND Photo).
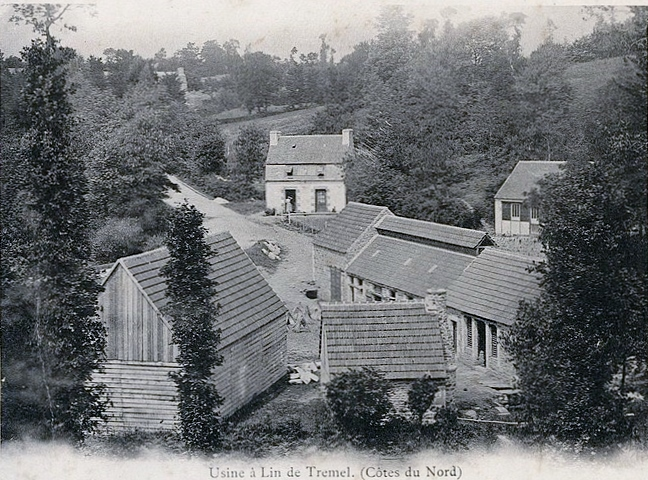
L'usine à lin de la Mission évangélique de Trémel vers 1900 (carte postale, auteur inconnu).
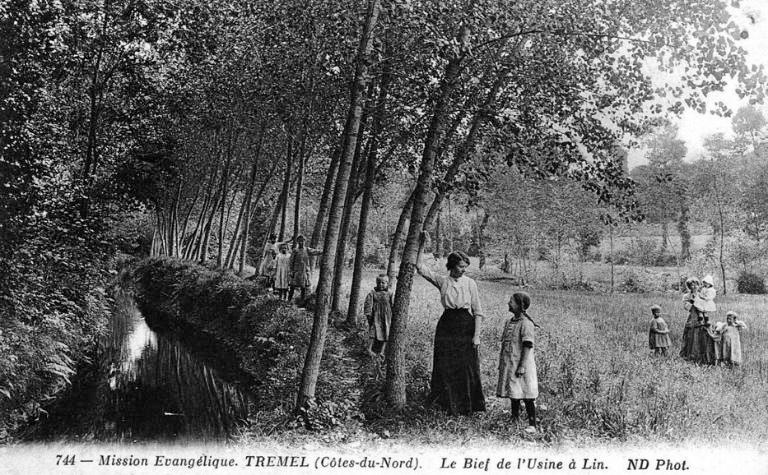
Le bief de l'usine à lin de la « Mission évangélique bretonne » d'Uzel au début du XXe siècle (carte postale ND Photo).
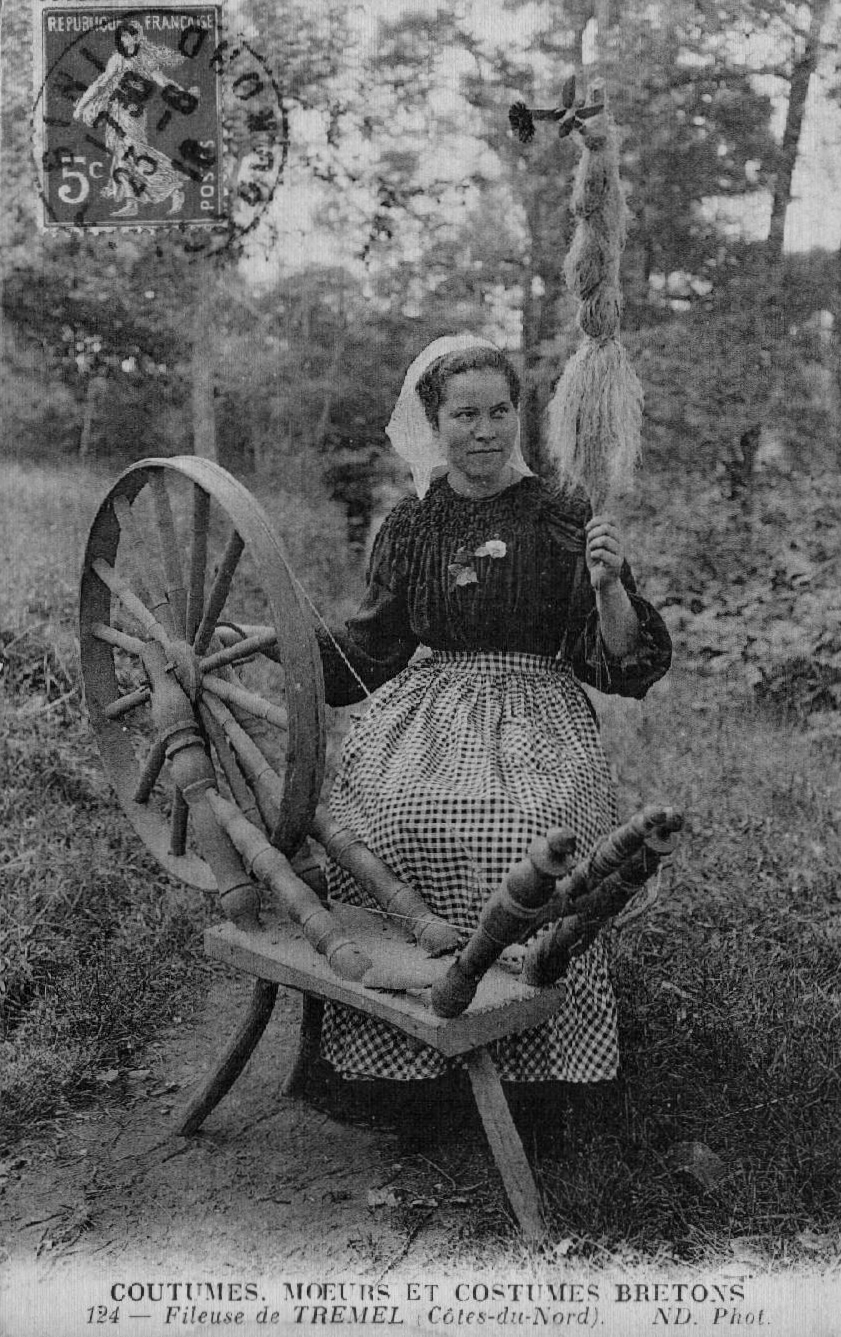
Fileuse de lin de Trémel au début du XXe siècle (carte postale ND Photo)
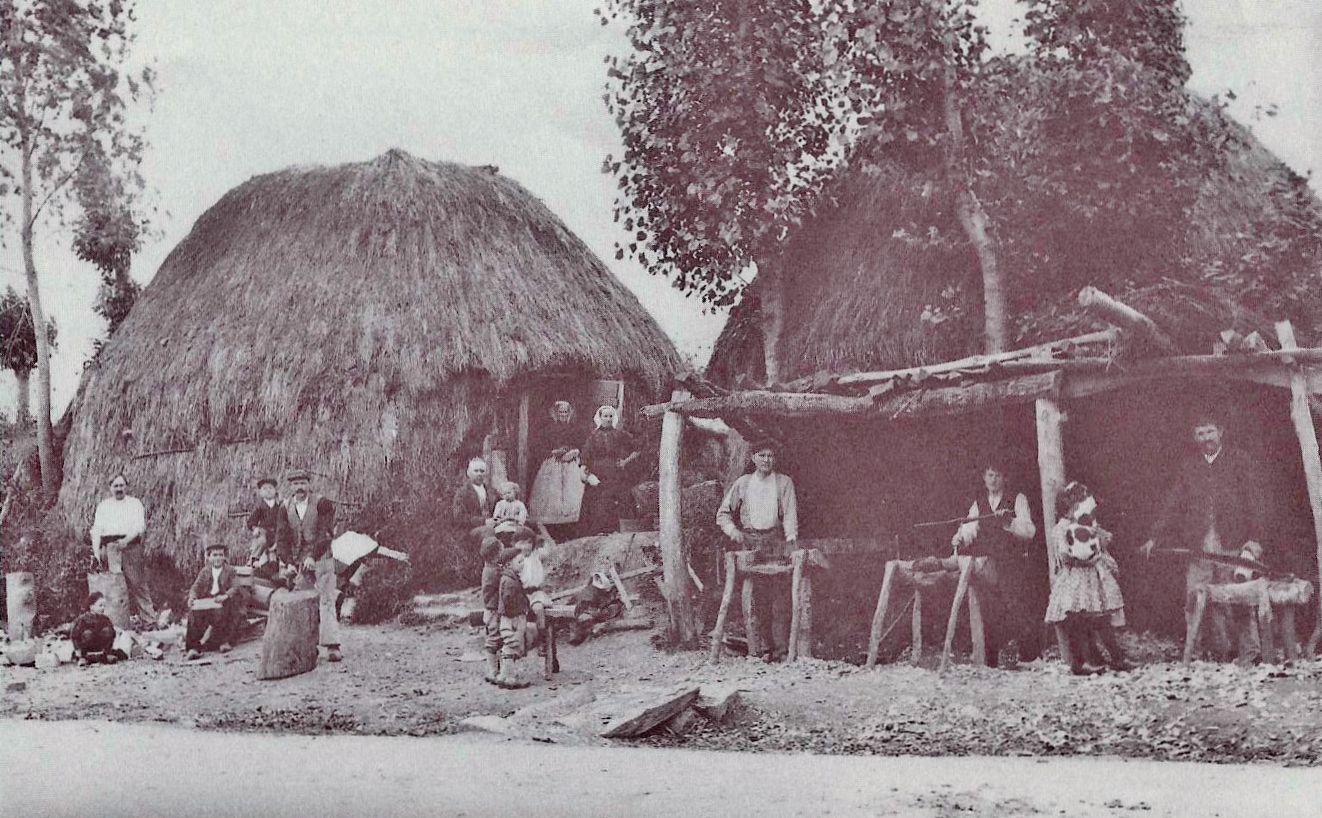
Huttes de sabotiers à Trémel vers 1910 (carte postale ND Photo).

#### La Première Guerre mondiale
Le monument aux Morts de Trémel porte les noms des 57 soldats morts pour la Patrie : 39 d'entre eux sont morts pendant la Première Guerre mondiale ; parmi eux 5 sont morts en Belgique dont 4 dès 1914 ; Pierre Prigent, second maître canonnier, est mort lors du naufrage du Suffren torpillé par le sous-marin allemand U-52, le 26 novembre 1916 ; la plupart des autres sont décédés sur le sol français, à l'exception d'Édouard Somerville, mort de maladie à Landau (Allemagne) le 20 février 1919, donc après l'armistice.

#### L'Entre-deux-guerres

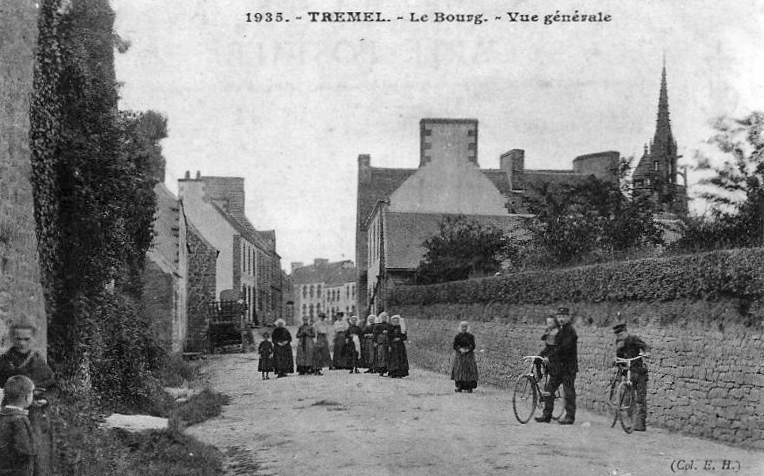
Le bourg de Trémel vers 1920 (carte postale Émile Hamonic).
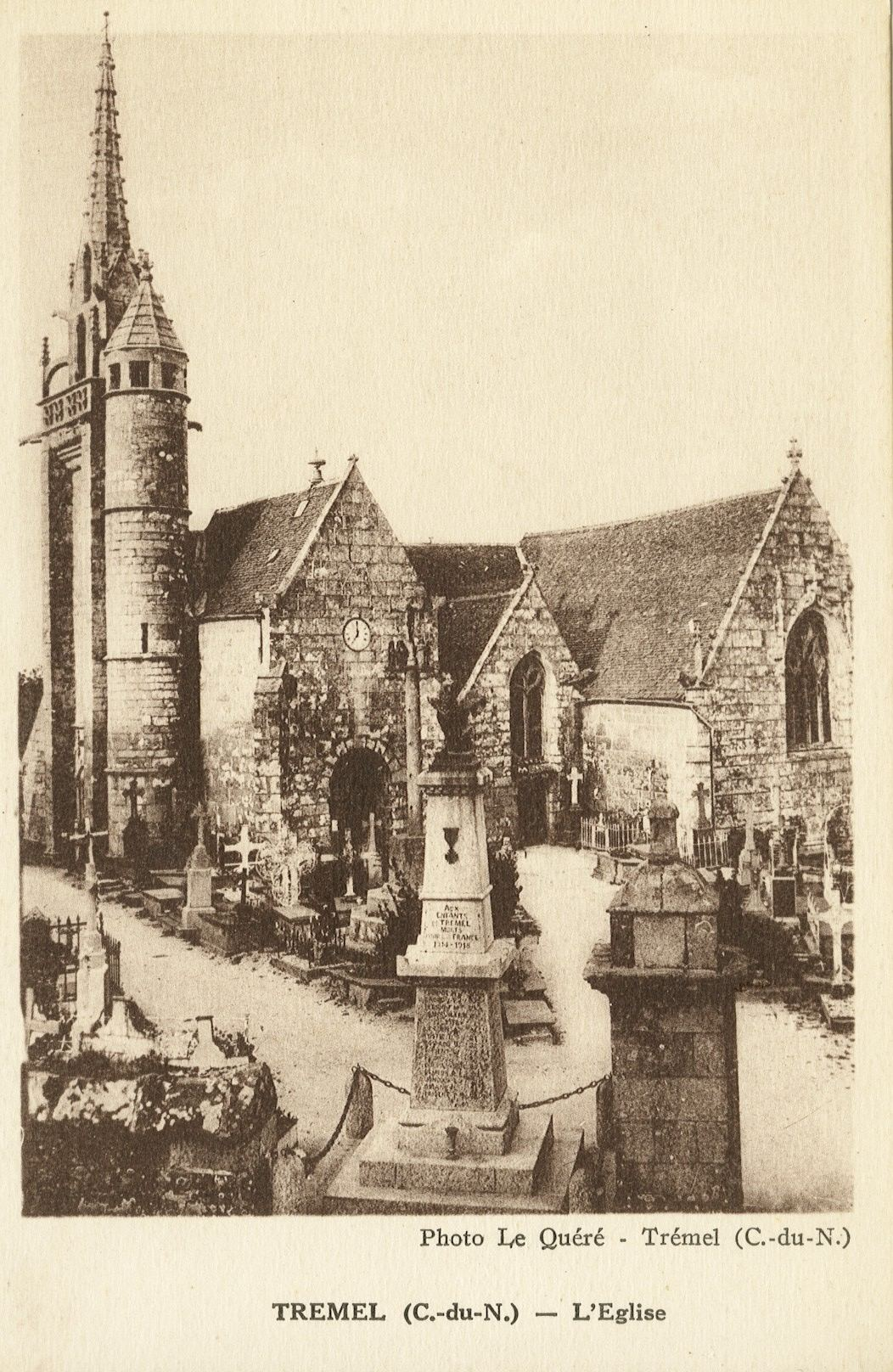
L'église de Trémel et son enclos paroissial vers 1920 (carte postale).

#### La Seconde Guerre mondiale
Le monument aux morts de Trémel porte les noms de 16 personnes mortes pour la France pendant la Seconde Guerre mondiale. Parmi elles : 
- André Guéziec, né en 1922 et installé à Trémel, rejoint le parti communiste clandestin en 1940 dès l'âge de ses 18 ans. Travaillant sur l'aérodrome de Morlaix contrôlé par les Allemands, il fut accusé « d'intelligence avec l'ennemi »[41] et  condamné à mort. Il fut fusillé le 22 janvier 1941 à Brest. Il avait 19 ans ;
- Son frère, Edouard Guéziec, fut assassiné par les Allemands le 28 juin 1944 à Plouaret[42] ;
- Alexis Cillard, second maître canonnier, est mort lors du naufrage accidentel[Note 4] en Écosse du Maillé Brézé le 30 avril 1940 ;
- Jean Guihenneuc, maître mécanicien à bord du Dunkerque, a été tué lors de l'attaque anglaise de Mers el-Kébir le 6 juillet 1940 ;
- Jean Berthou, membre des Forces navales françaises libres, est mort à Corves (Royaume-Uni) le 4 novembre 1942.

Guillaume Le Quéré, ses sœurs et ses enfants, et la Mission protestante baptiste de Trémel permirent à plusieurs juifs d’échapper à la mort en 1943-1944 ; les dossiers de Guillaume Louis Le Quéré, dit « Tonton Tom » et de Marie-Yvonne Le Quéré (née Droniou), ont été déclarés recevables par les services du Mémorial de la Shoah pour l'obtention du titre de « Juste parmi les Nations » pour avoir « aidé à leurs risques et périls, des Juifs pourchassés pendant l’Occupation », en cachant notamment la famille de Robert Lévy, originaire d'Istanbul et vivant à Morlaix, mais ayant échappé à une rafle de la police allemande le 11 octobre 1943 (sauf Esther Lévy, née en 1911 et gazée à Auschwitz en 1944).

#### L'après Seconde Guerre mondiale
Deux soldats originaires de Trémel (Jean Jaouen et Jean Louédec) sont morts pour la France pendant la guerre d'Algérie.

### LeXXIesiècle
Le 21 juin 2016, un incendie ravage l'église Notre-Dame-de-la-Merci,. L'église est restaurée à l'identique, ouvrant pour la première fois ses portes aux visiteurs lors des Journées du patrimoine 2021.

## Politique et administration

### Liste des maires
| Période                                  | Période     | Identité             | Étiquette | Qualité                                                                        |
| ---------------------------------------- | ----------- | -------------------- | --------- | ------------------------------------------------------------------------------ |
| 1839                                     | 1841        | Toussaint Legars     |           | Propriétaire. Cultivateur.                                                     |
| 1841                                     | 1852        | François Kergoat     |           | Cultivateur.                                                                   |
| 1852                                     | 1859        | François Legars      |           | Propriétaire. Cultivateur. Fils de Toussaint Legars, maire entre 1839 et 1841. |
| 1859                                     | 1870        | Louis Augé de Fleury |           | Conseiller général des Côtes-du-Nord.                                          |
| 1871                                     | 1904        | François Le Bivic    |           | Laboureur.                                                                     |
| 1904                                     | 1909        | René Quiguer         |           | Trésorier de la fabrique de Trémel en 1886.                                    |
| 1909                                     | 1912        | Augustin Person      |           | Cultivateur.                                                                   |
| 1912                                     | après 1920  | Olivier Le Gall      |           |                                                                                |
|                                          |             |                      |           |                                                                                |
| 1929                                     | 1947        | Stanislas Coadalen   |           | Cultivateur                                                                    |
| 1947                                     | 1981        | Louis Rivoalen       | PCF       | Cultivateur                                                                    |
| 1981                                     | mars 2008   | Jean Touarin         | PCF       | Instituteur                                                                    |
| mars 2008                                | 26 mai 2020 | Thérèse Bourhis      | DVD       | Infirmière retraitée                                                           |
| 26 mai 2020                              | En cours    | Cécile Auriac        |           |                                                                                |
| Les données manquantes sont à compléter. |             |                      |           |                                                                                |

## Population et société

### Démographie
L'évolution du nombre d'habitants est connue à travers les recensements de la population effectués dans la commune depuis 1841. Pour les communes de moins de 10 000 habitants, une enquête de recensement portant sur toute la population est réalisée tous les cinq ans, les populations de référence des années intermédiaires étant quant à elles estimées par interpolation ou extrapolation. Pour la commune, le premier recensement exhaustif entrant dans le cadre du nouveau dispositif a été réalisé en 2007.

En 2022, la commune comptait 406 habitants, en évolution de −3,56 % par rapport à 2016 (Côtes-d'Armor : +1,78 %, France hors Mayotte : +2,11 %).
| 1841  | 1846 | 1851  | 1856  | 1861  | 1866  | 1872  | 1876  | 1881  |
| ----- | ---- | ----- | ----- | ----- | ----- | ----- | ----- | ----- |
| 1 020 | 996  | 1 046 | 1 053 | 1 092 | 1 144 | 1 143 | 1 157 | 1 098 |

| 1886  | 1891  | 1896  | 1901  | 1906  | 1911  | 1921 | 1926 | 1931 |
| ----- | ----- | ----- | ----- | ----- | ----- | ---- | ---- | ---- |
| 1 094 | 1 095 | 1 044 | 1 087 | 1 053 | 1 024 | 909  | 891  | 818  |

| 1936 | 1946 | 1954 | 1962 | 1968 | 1975 | 1982 | 1990 | 1999 |
| ---- | ---- | ---- | ---- | ---- | ---- | ---- | ---- | ---- |
| 745  | 730  | 589  | 535  | 508  | 465  | 446  | 403  | 393  |

| 2006 | 2007 | 2012 | 2017 | 2022 | - | - | - | - |
| ---- | ---- | ---- | ---- | ---- | - | - | - | - |
| 397  | 398  | 431  | 411  | 406  | - | - | - | - |

### Enseignement
Trémel dépend de l'académie de Rennes et dispose sur son territoire d'une école maternelle (19 élèves en 2016).

### Santé
Il n'y a pas de médecin ou de pharmacie à Trémel. Les plus proches sont à Plestin-les-Grèves ou à Plouigneau. Le centre hospitalier le plus proche est à Lanmeur.

## Culture locale et patrimoine

### Lieux et monuments
- L'église Notre-Dame-de-la-Merci, ancienne chapelle tréviale édifiée au début du XVe siècle[55], dont les vitraux sont d'origine, elle est classée en 1910 au titre des monuments historiques[56]. C'est un des trois seuls édifices (avec Saint-Nicolas de Plufur et Notre-Dame de Trédrez) à garder les deux caractéristiques principales du style Beaumanoir : le clocher-mur et le chevet à pans, à hauts gables et à noues multiples[57]. Elle est détruite par un incendie le 21 juin 2016. La Vierge à l'Enfant de Trémel a hélas disparue lors de cet incendie, de même que la série des quatorze stations du chemin de croix de Xavier de Langlais, datant de 1935[58]. Seuls quelques trésors, blottis sous le porche extérieur, ont échappé aux flammes : les apôtres en bois polychrome et la Vierge à l'Enfant, appelée aussi Notre-Dame du Portail[59].

L'église Notre-Dame-de-la-Merci avant l'incendie de 2016
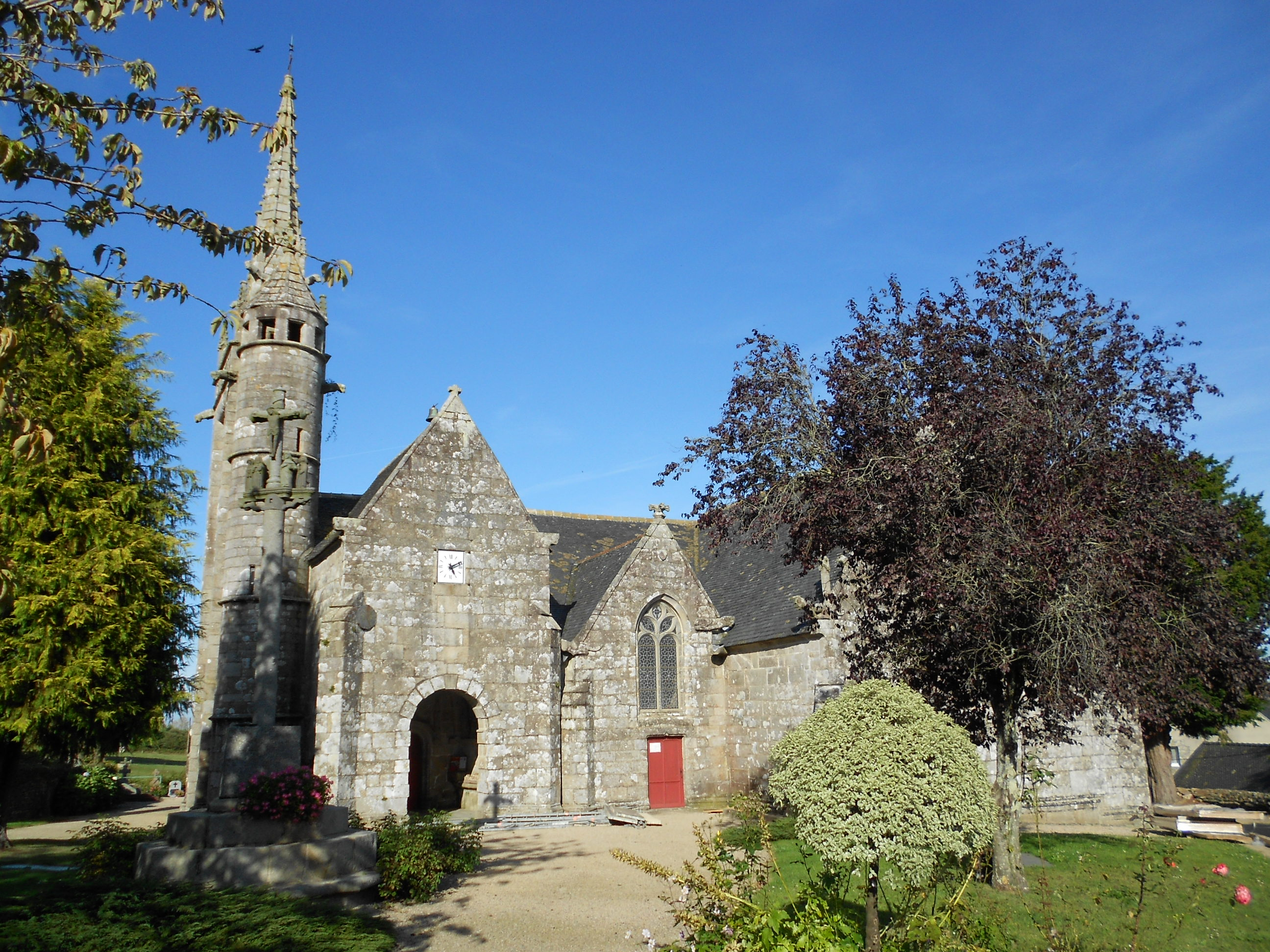
L'église Notre-Dame de la Merci de Trémel détruite par un incendie le 21 juin 2016.
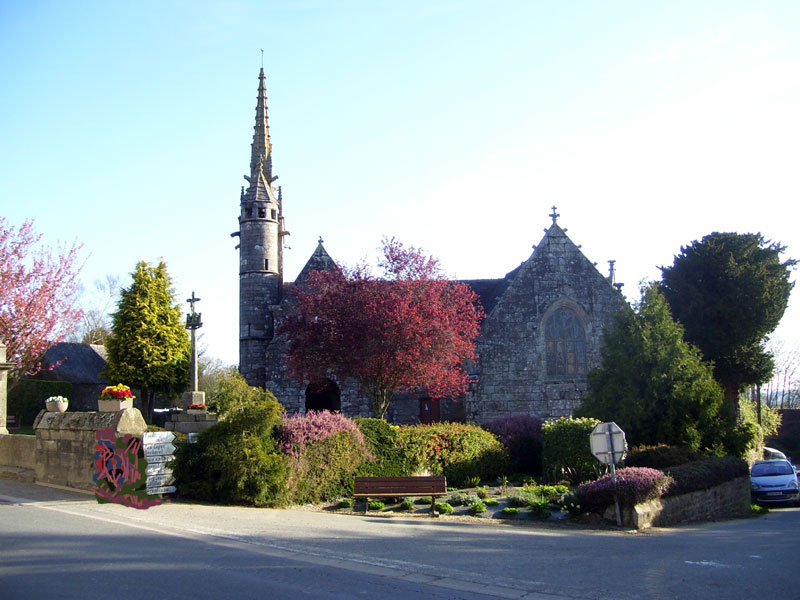
Vue extérieure d'ensemble.
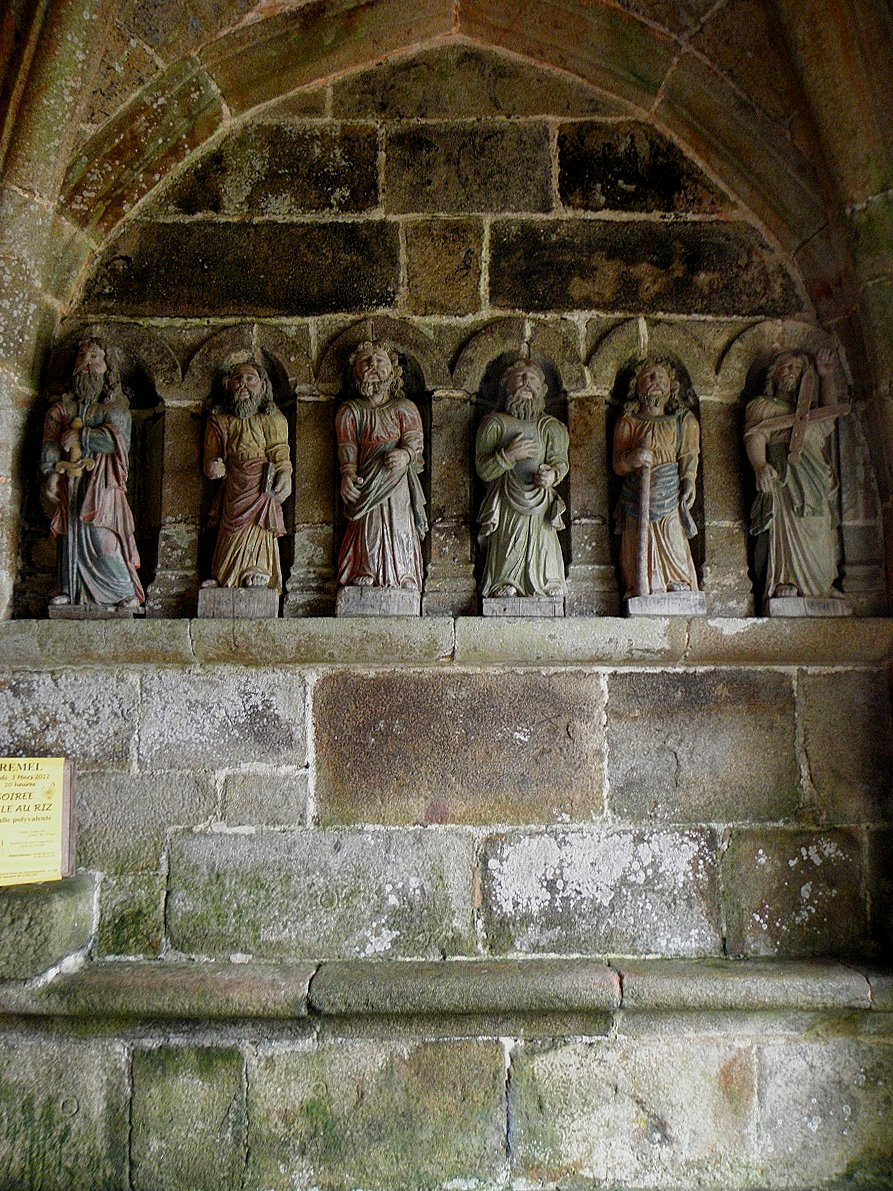
Porche sud, costale est (statues d'apôtres).
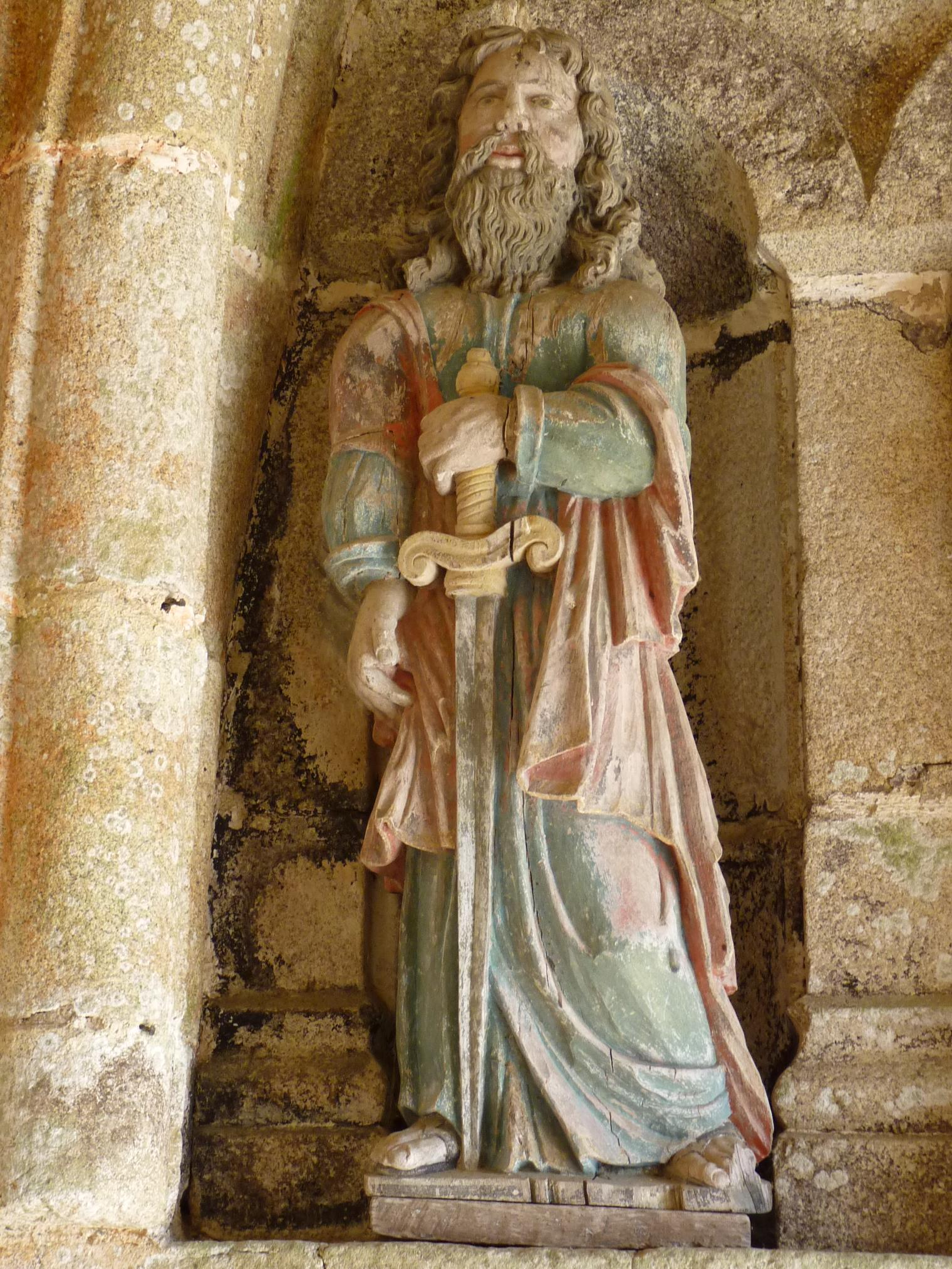
Porche sud, statue de saint Paul.
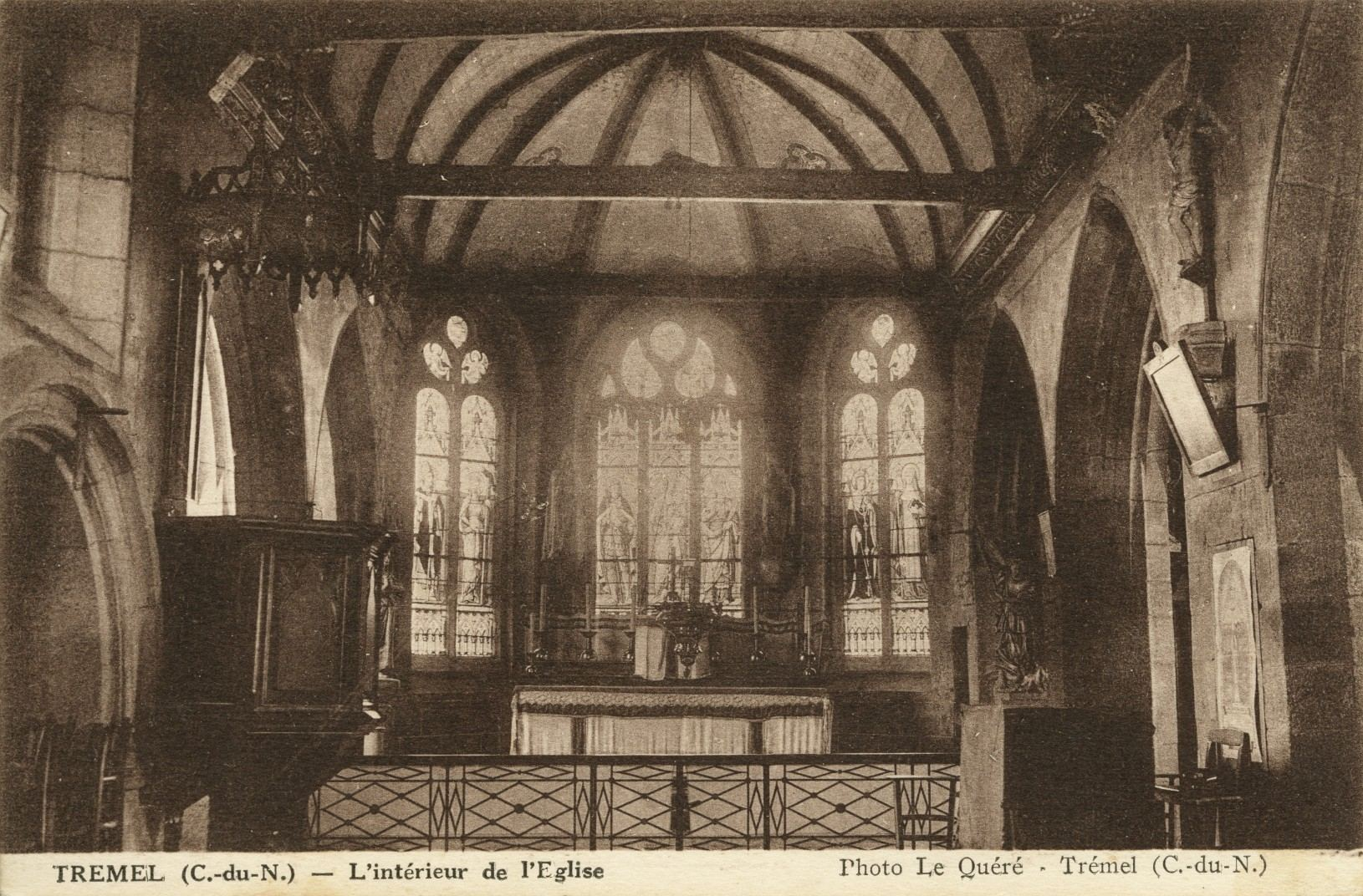
Vue intérieure d'ensemble (vers 1920).
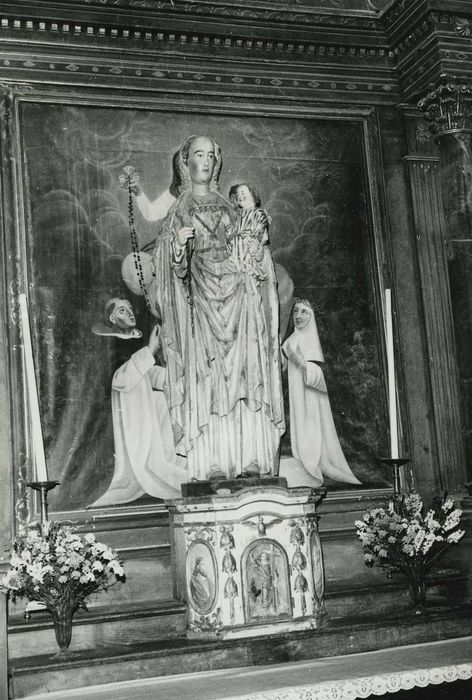
Vierge à l'Enfant (photographie d'avant 1950).
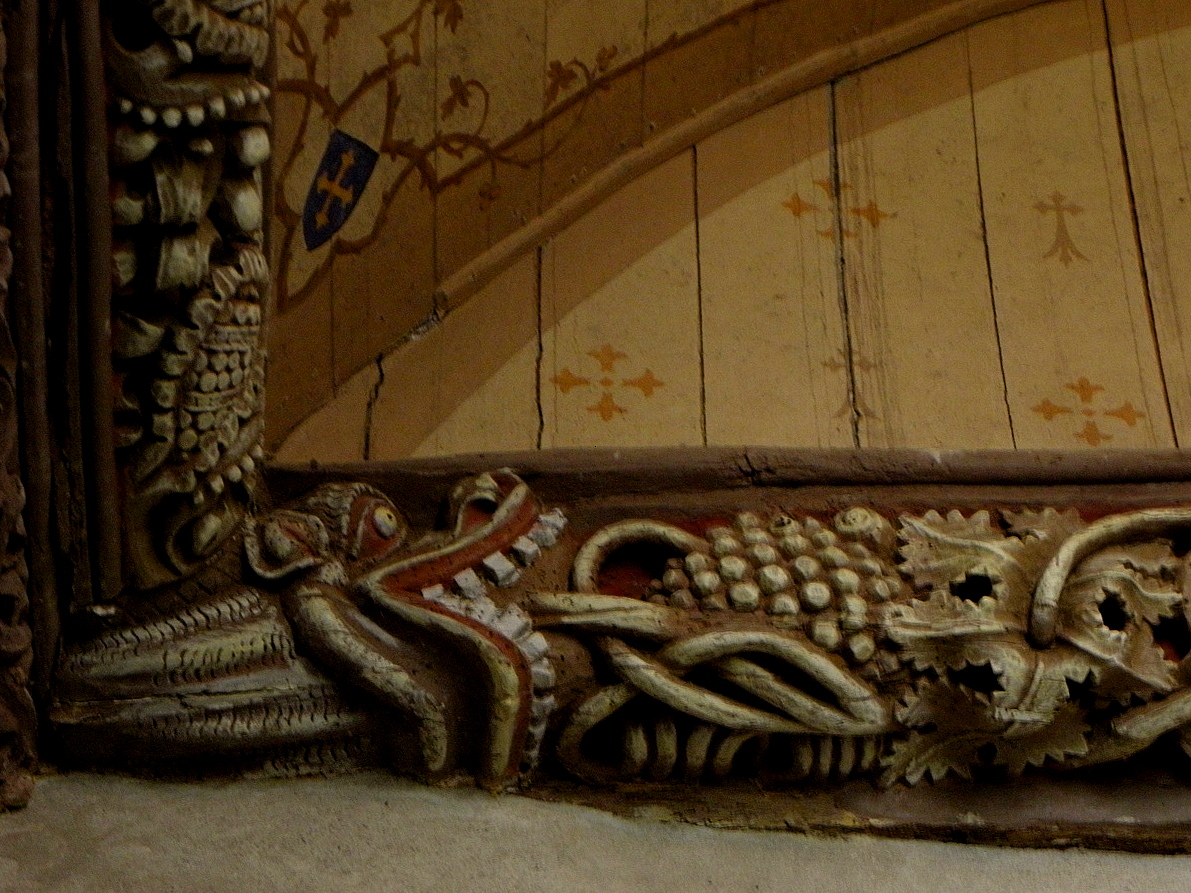
sablière.
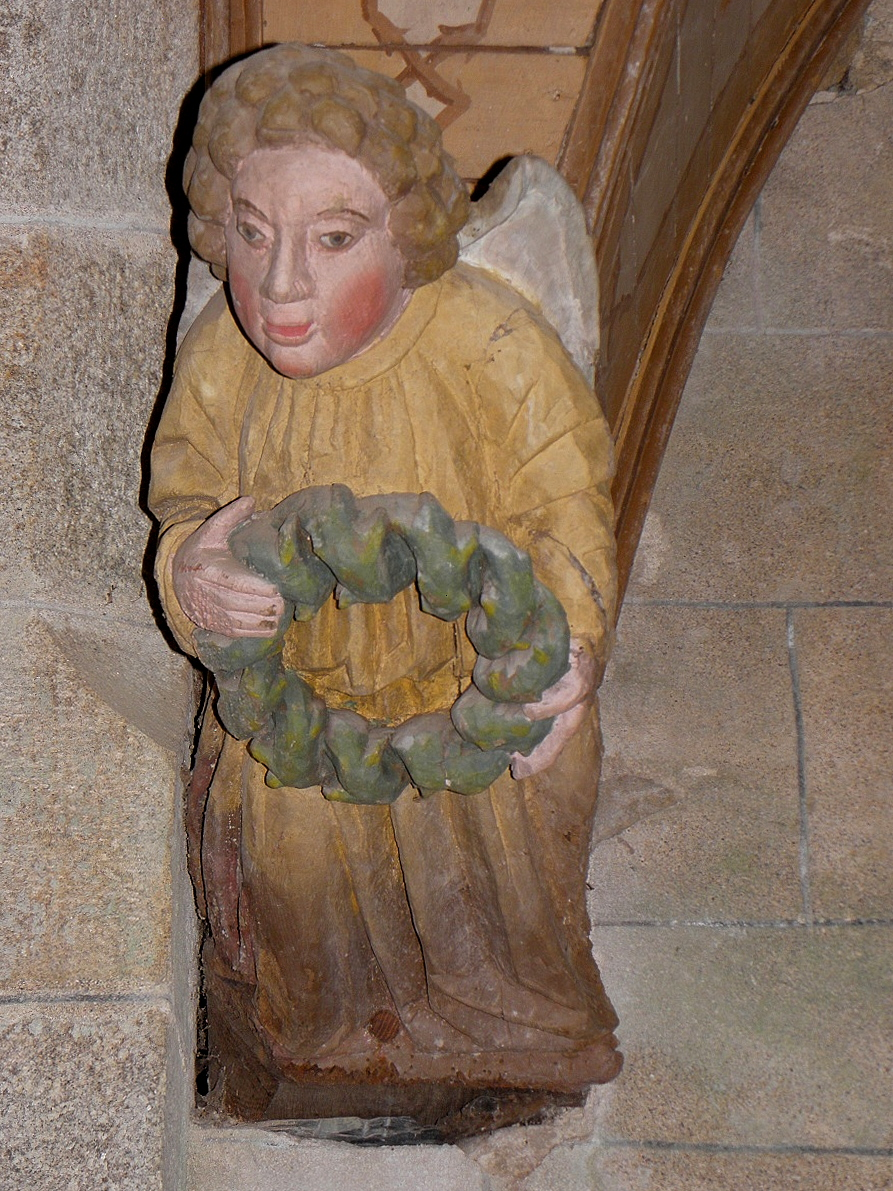
Blochet.
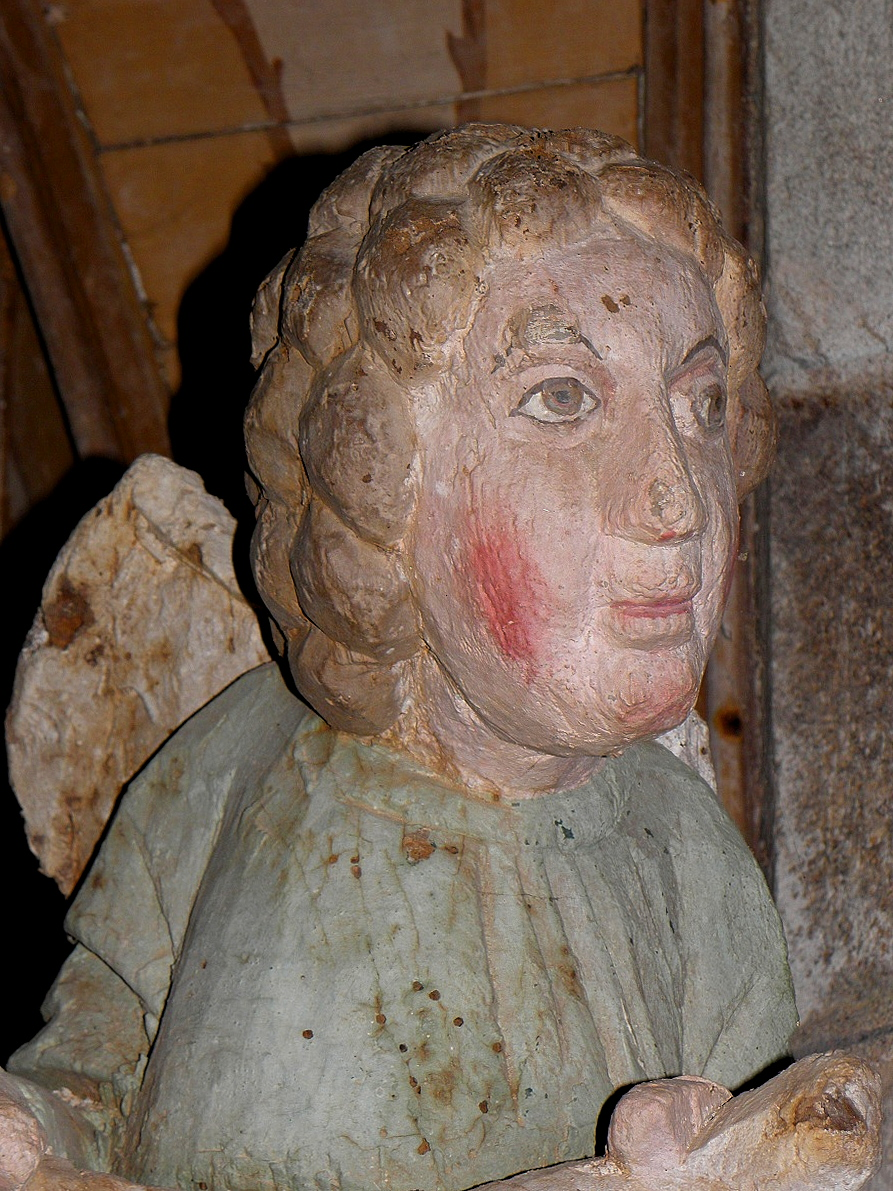
Autre blochet.
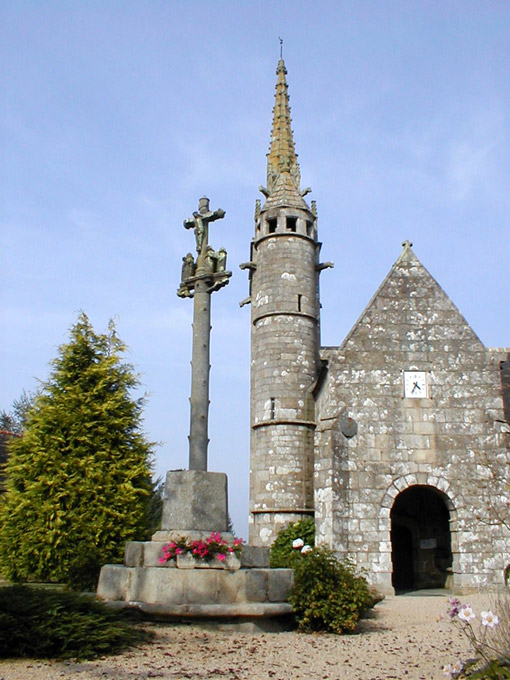
Le calvaire de l'enclos paroissial (ancien cimetière).

- Le couvent date de 1875.
- La chapelle Saint-Maurice (reconstruite au début du XXe siècle en remplacement d'une ancienne chapelle qui datait vraisemblablement du XVIe siècle)[60].
- Les croix en schiste de Kerdudavel et Croaz Simon dateraient du haut Moyen Âge ; celles de Kersénant (1895) et de Coat Tromarc'h (1901) sont des croix de mission ; un calvaire, datant de 1865, se trouve dans l'ancien cimetière[61].

- Les châteaux et manoirs :
  - le château de Kermerzit : il date des XVe et XVIe siècles, fondé par la famille Jourdrain[62] ; il est inscrit en 1927 au titre des monuments historiques[63] ; son colombier est situé à 120 m du manoir[64] ; son moulin à eau est un ancien moulin banal[65]. En 1707, la métairie est loué à deux familles de cultivateurs apparentées, alors que le propriétaire s'attribue l'usage de la quasi-totalité du très vaste logis seigneurial[66]. La chapelle, de nos jours ruinée, se situait à l'étage d'un corps de bâtiments à arcades qui liait la « métairie de la porte » au logis seigneurial[67] ;
  - le château de Trébriant (le manoir d'origine datait du Xe ou du XVIe siècle ; reconstruit au XIXe siècle dans le style néogothique[68] ;
  - le manoir de Kersénant : brûlé en 1590, reconstruit en 1770, restauré début XXIe siècle[69] ;
  - le manoir de Coat Tromarc'h (reconstruit au XVIIe siècle[70].

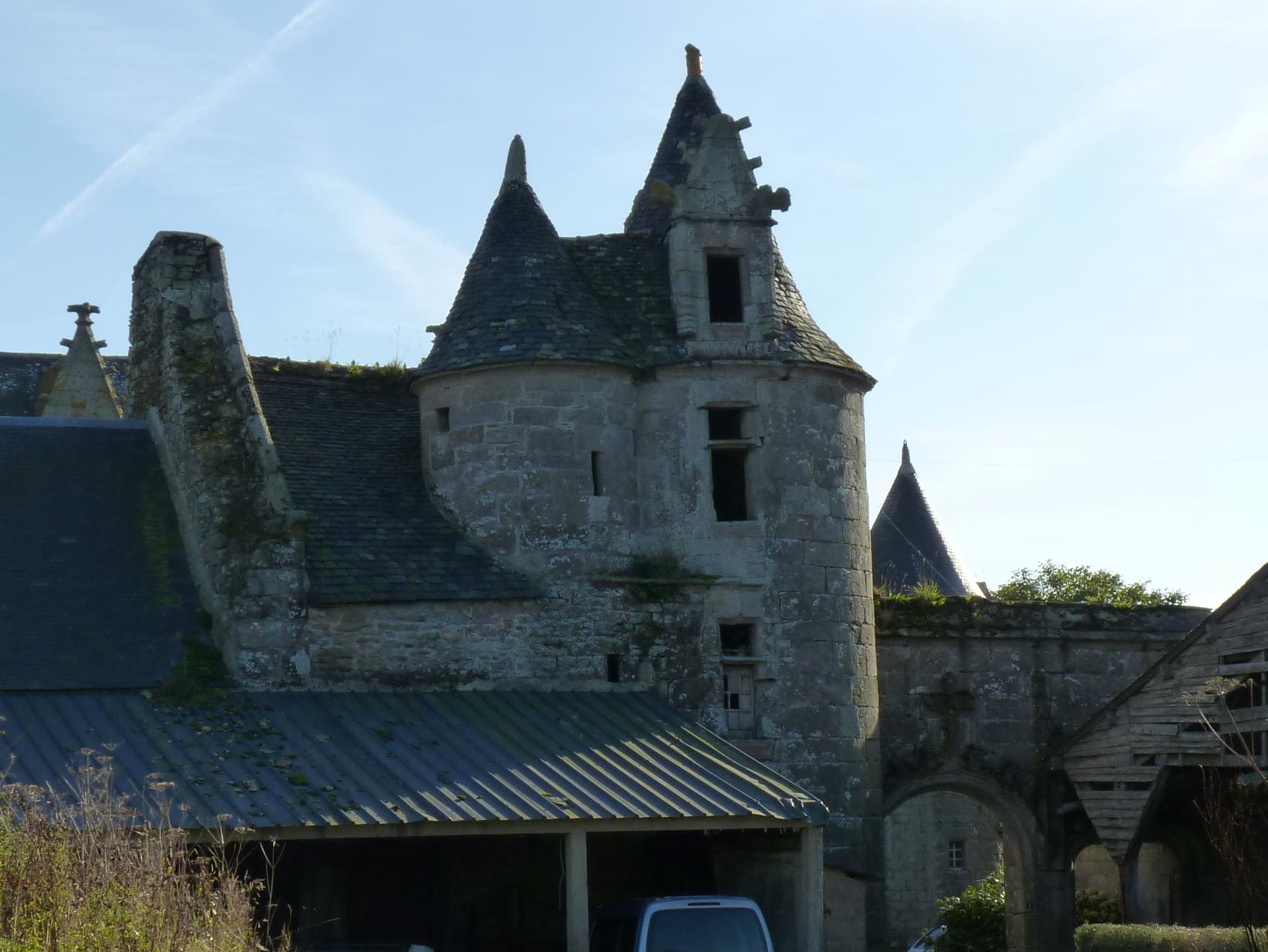
Le château de Kermerzit.
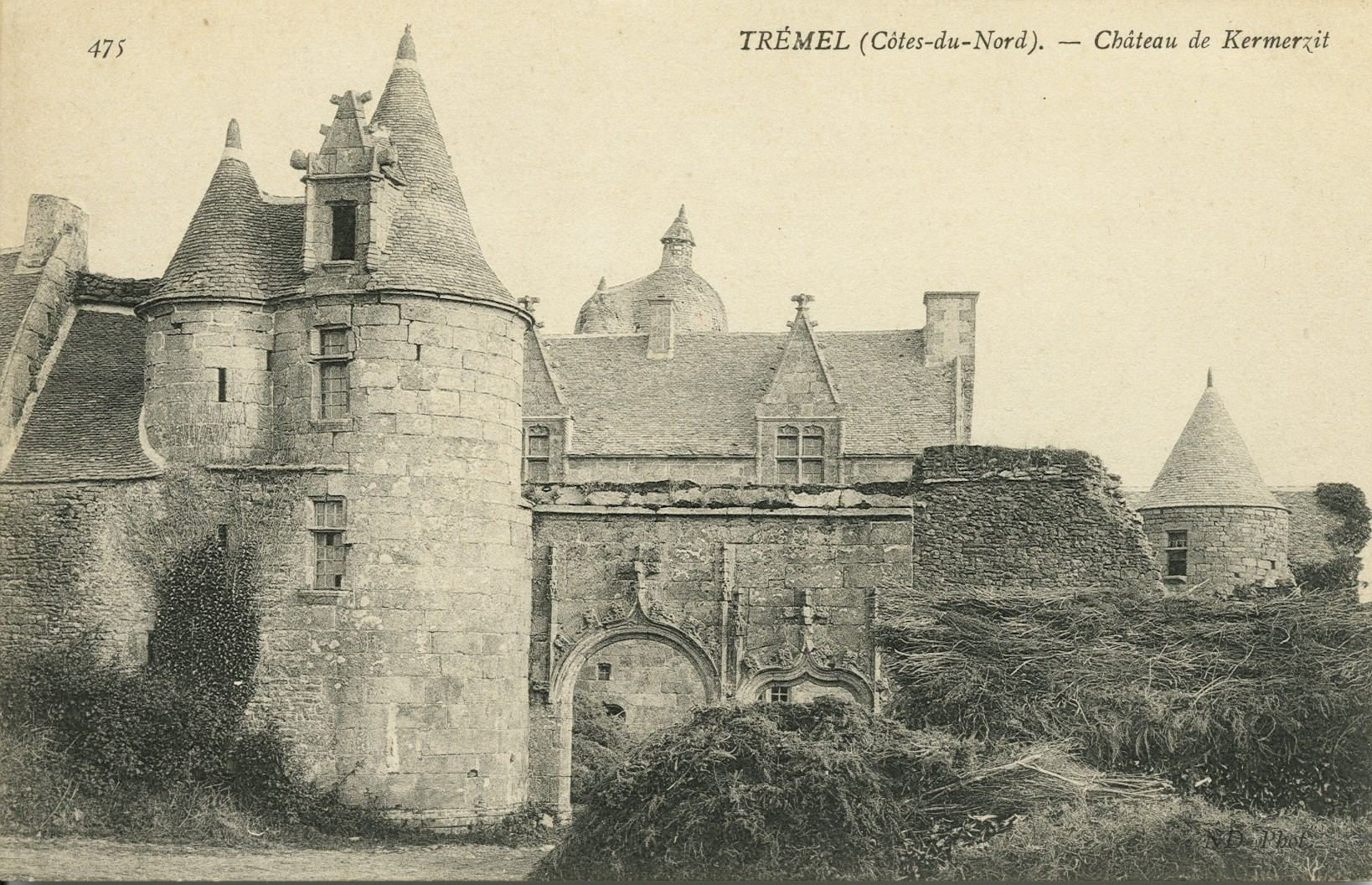
Le château de Kermerzit vers 1910 (carte postale).
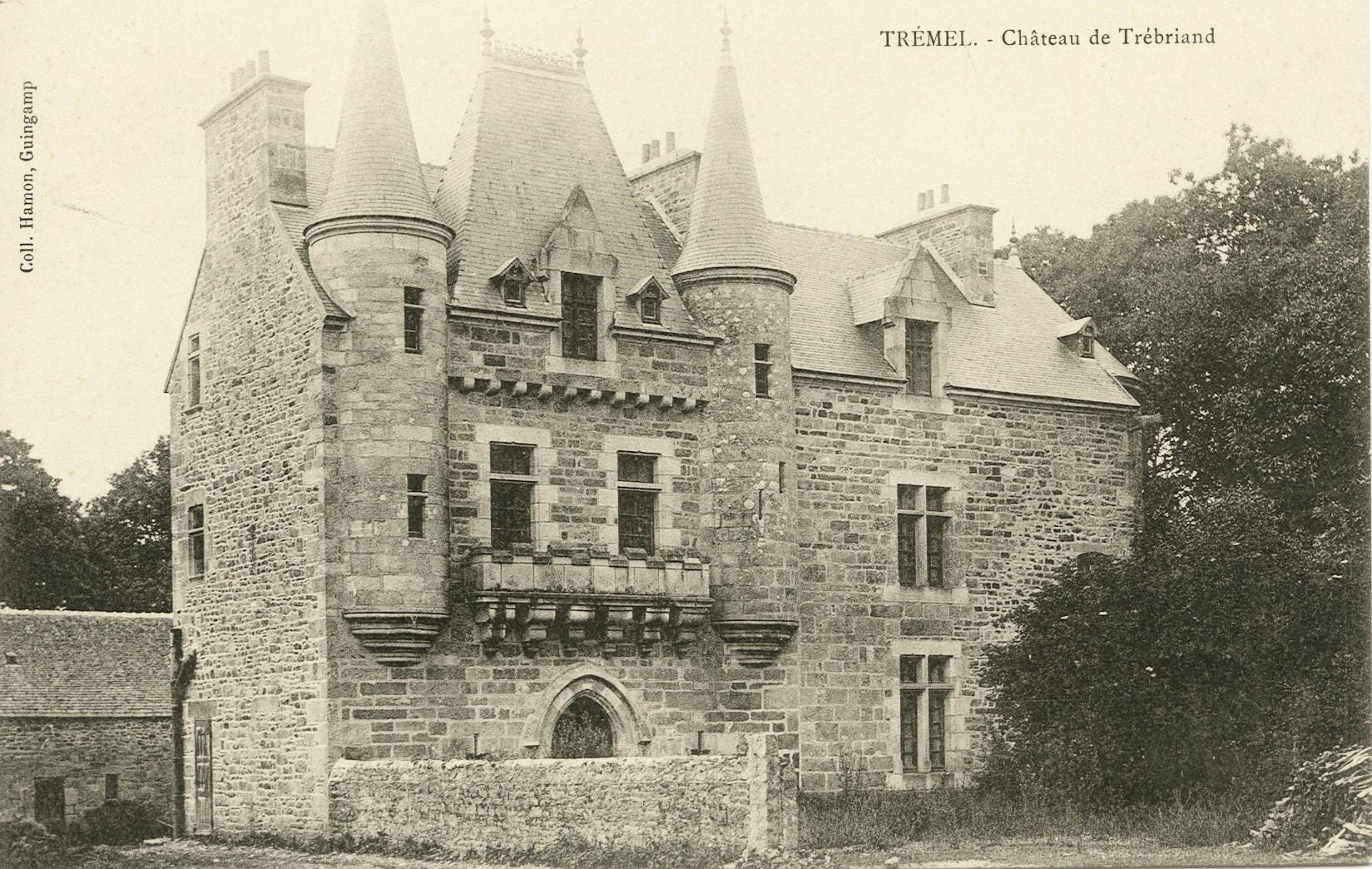
Le château de Trébriant au début du XXe siècle (carte postale).
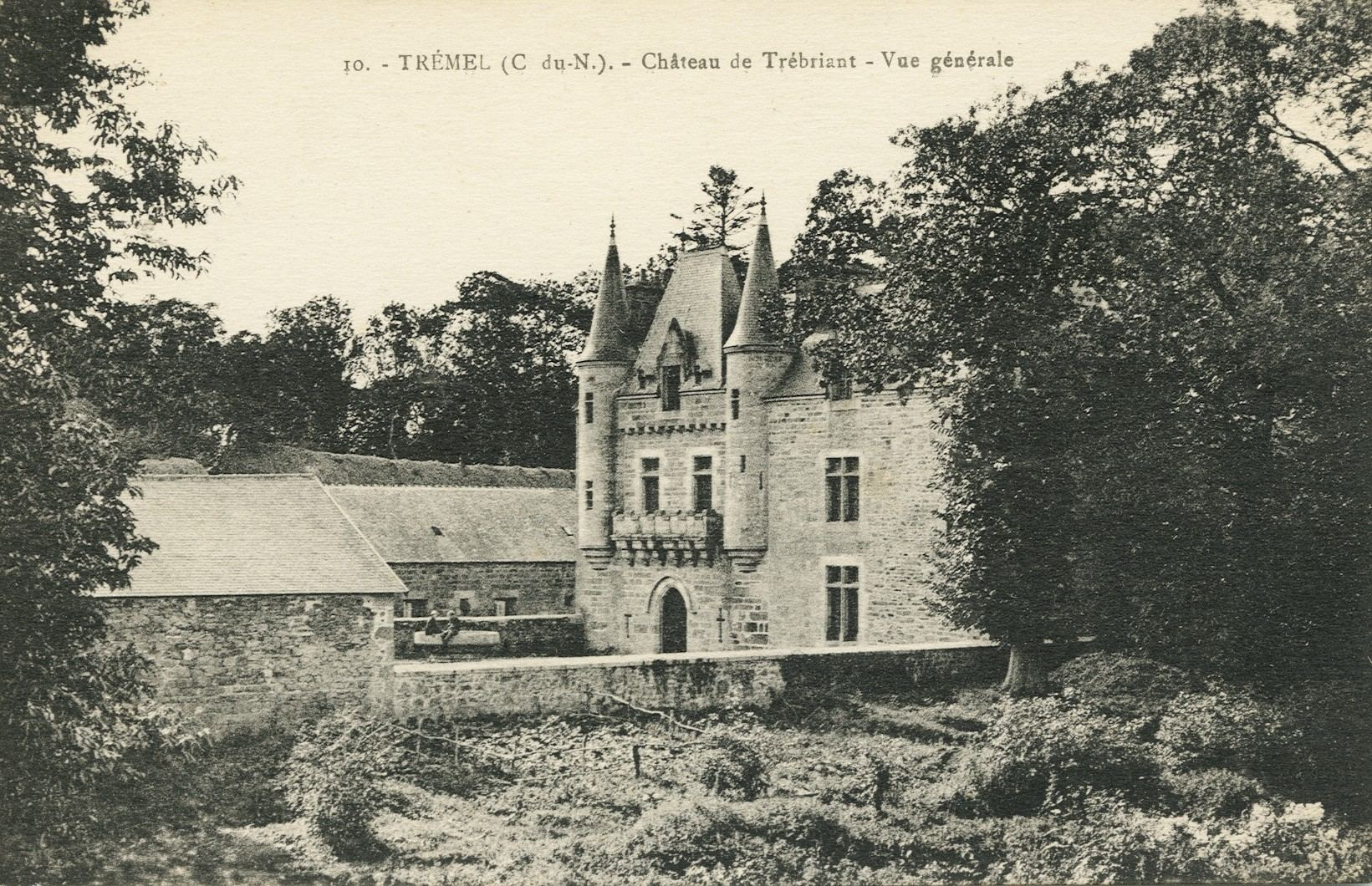
Le château de Trébriant vers 1920 (carte postale).

- Des fermes dont plusieurs présentent un intérêt architectural[71] :
  - la ferme de Louc'h (elle date de la première moitié du XVIIe siècle)[72] ;
  - la ferme de Zan Logot, datée de 1588[73] ;
  - la ferme de Kerdinan[74] ;
  - Convenant Prat[75] ;
  - La maison de prêtre de Kerdudavel (désormais une ferme) date de 1621[76].

### Personnalités liées à la commune

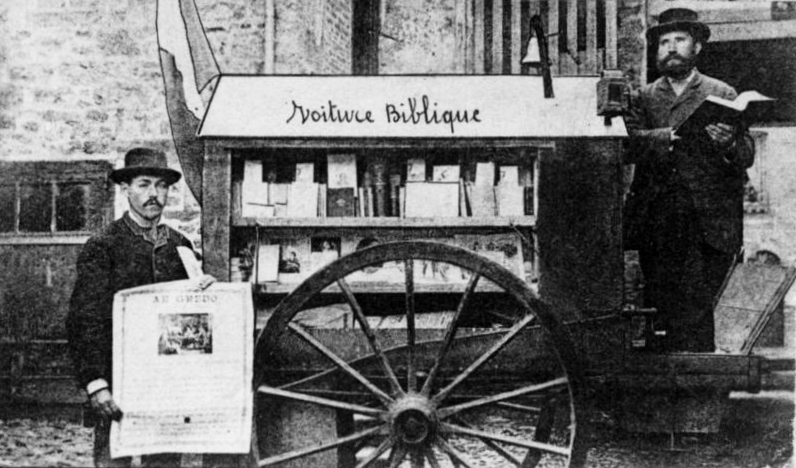
Une « voiture biblique » en Bretagne en 1887 (charrette itinérante pour colporteur vendant la Bible ; le colporteur est Masson, de Trémel).

- Guillaume Ricou[77] (né le 17 février 1778 à Trémel (alors dans sa paroisse de Plestin), décédé le 5 mars 1848), fabuliste breton ; paysan pauvre mais lettré, il devint protestant après sa rencontre avec le pasteur John Jenkins[78] et traducteur de la Bible[79].
- Son petit-fils, Guillaume Le Coat est né le 27 août 1845 à Trémel. Il fut instituteur ambulant avec sa mère, parcourant la région avec une « voiture biblique »[80] dans les écoles protestantes créés par le pasteur John Jenkins[81]. Il crée à Trémel une école gratuite pour garçons[82]. Il fonda à Trémel, un hospice en 1875 et deux orphelinats (un de filles en 1888 et un de garçons en 1892) et créa, pour donner du travail aux orphelins, une usine à teiller le lin et le chanvre en 1899. Aussi propagandiste protestant, il ouvrit plus d'une douzaine de salles de culte, notamment à Brest, Huelgoat, etc[83] . Il est décédé le 1er mars 1914 à Trémel.
- Jean-Marie Corre (1864-1915) : coureur cycliste, fabricant de bicyclettes puis constructeur d'automobiles, né à Trémel.
- Denise Le Dantec (1939 - ), poétesse française.

### Héraldique
| Armoiries de Trémel | Les armoiries de Trémel se blasonnent ainsi : « Écartelé : au premier et au quatrième d'azur au croissant d'or, au deuxième et au troisième d'or à l'arbre d'azur ». |